# Diosig
Diosig (węg. Bihardiószeg) – wieś w Rumunii, w okręgu Bihor, w gminie Diosig. W 2011 roku liczyła 6529 mieszkańców.